# Веца д'Ољо
Веца д'Ољо (итал. Vezza d'Oglio) је насеље у Италији у округу Бреша, региону Ломбардија.
Према процени из 2011. у насељу је живело 1296 становника. Насеље се налази на надморској висини од 1035 м.

## Становништво
| 1951. | 1961. | 1971. | 1981. | 1991. | 2001. | 2011. |
| ----- | ----- | ----- | ----- | ----- | ----- | ----- |
| 1.639 | 1.568 | 1.402 | 1.426 | 1.435 | 1.426 | 1.476 |